# Lebrecht Gottfried Jahnus von Eberstädt

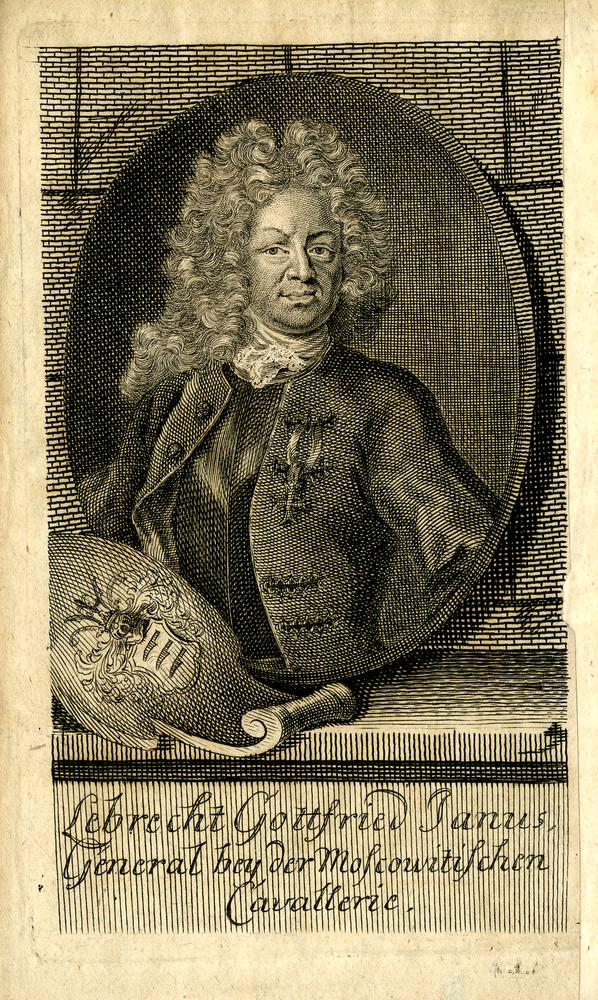
Lebrecht Gottfried Jahnus von Eberstädt

Lebrecht Gottfried Freiherr Jahnus von Eberstädt (auch Freiherr von Jahnus von Eberstädt oder Jahnus von Eberstedt; * 1660; † 27. Mai 1718 in Hamburg) war ein russischer Generalleutnant und nach seiner Rückkehr nach Kursachsen General der Kavallerie, Wirklicher Geheimer Rat, Gouverneur von Dresden und Oberkommandant der kursächsischen Festungen.

## Leben
Jahnus stammte aus einer Adelsfamilie aus Thüringen und war der älteste Sohn des fürstlich-sächsischen Hofmeisters Ludwig Jahnus (1626–1693). Zu diesem Zeitpunkt war Lebrecht Gottfried Jahnus noch unmündig und wurde wie auch seine zwei Brüder unter Vormundschaft gestellt. Im darauffolgenden Jahr ist Lebrecht Gottfried Jahnus als Generaladjutant in der Campagne, 1695 war er bereits zum Oberstleutnant aufgestiegen. Aus gothaischen trat er in brandenburg-ansbachische Dienste, wo er bei einem brandenburg-ansbachischen Kontingent am Türkenkrieg 1698/99 teilnahm. Im Spanischen Erbfolgekrieg war er für das Fürstentum Brandenburg-Ansbach mit den markgräflichen Regimentern im Dienste der Republik der Niederlande. Unter Feldmarschall Graf Limburg-Styrum nahm in der Oberpfalz an Kämpfen gegen die Truppen Max Emanuels teil, so in Schlacht bei Schmidmühlen am 28. März 1703 wo der kaiserliche General-Feldmarschall Lieutenant Markgraf Georg Friedrich von Brandenburg-Ansbach tödlich verwundet wurde. Auch in der Gefecht von Krottensee 24. Mai 1703 war Jahnus beteiligt.
1709 trat er in die Dienste des Zaren. Da er sich vornehmlich in Russland aufhielt, verkaufte er das väterliche Gut in Großengottern, was mehrere Jahre später, 1727, sein Bruder Adolph Wilhelm Jahnus als kaiserlicher Generalmajor sehr bedauerte und sich um Rückerwerb des alten Familiengutes bemühte, was aber nicht von Erfolg gekrönt war.
Lebrecht Gottfried Jahnus stieg im kaiserlich-russischen Diensten bis zum Generalleutnant auf. Mit Peter dem Großen reiste er 1711 ins Heilige Römische Reich Deutscher Nation. In der sächsischen Residenzstadt ließ er sich abwerben und trat in die Dienste Augusts des Starken. Er wurde zum Wirklichen Geheimen Rat, Vizepräsident des Geheimen Kriegsratskollegiums und Chef der adeligen Kadetten ernannt. Nach dreijähriger Bewährung in kursächsischen Diensten ernannte ihn August der Starke 1717 zum General der Kavallerie, Gouverneur von Dresden und Oberkommandant der kursächsischen Festungen. Als solcher legte er das Vizepräsidentenamt beim Kriegskollegiums nieder. Im darauffolgenden Jahr starb er im Alter von 50 Jahren.
Lebrecht Gottfried Jahnus erreichte die Erhebung in den Reichsfreiherrenstand.

## Ehe
Er war verheiratet mit Sibilla Magdalena von Bibra. Aus der Ehe ging der einzige Sohn Johann Wilhelm Freiherr Jahnus von Eberstädt hervor, der als Amtshauptmann in kurbraunschweigische Dienste trat und 1750 in Soltau starb.